# Старые друзья
Старые друзья — советский двухсерийный телевизионный художественный фильм 1976 года, поставленный режиссером Александром Белинским по одноимённой пьесе и сценарию Леонида Малюгина.
Фильм посвящен эпизодам из жизни бывших ленинградских школьников, окончивших школу в 1941 году и оказавшихся на фронте.

## Сюжет

### 1-я серия
Седой человек стоит со школьниками у обелиска с надписью «1941—1945 г.». Старый фронтовик привел школьников на могилу своих товарищей. Потом мы встречаемся с этим человеком в классе. Он — учитель. Глядя на учеников, он вспоминает своих одноклассников. Как в этом же самом классе он сидел вместе с ними за партой. Как с товарищем они были влюблены в одну девушку, свою одноклассницу Тоню. Как все вместе ребятами пришли к ней на день рождения. Они желали ей счастья, веселились, пели песни и читали стихи Пушкина о любви. Июнь — месяц белых ночей, самое подходящее время, чтобы признаться в любви и сделать предложение. Им хотелось, чтобы по рекам плыли пароходы, носящие их имена, и чтобы всем было хорошо. Они пили за то, чтобы каждый год собираться вместе в этот день у Тони. Это было 21 июня 1941 года. А на следующий день началась война…

### 2-я серия
Седой пожилой фронтовик вместе со школьниками вновь у обелиска с надписью «1941—1945 г.», у могилы своих товарищей… Ретроспектива в прошлое: одна за другой сменяются фотографии блокадного Ленинграда. Мы видим того же человека, только гораздо моложе, в военной форме и среди своих сверстников. Они — одноклассники. Они успели окончить школу, но в день выпускного бала пришло известие о начале войны. Как и другие их одногодки, они ушли на фронт. У многих линия фронта оказалась рядом — у самого их города. В редкие свободные часы они собирались вместе. Проведя ночь за разговорами, они возвращались на службу, на работу. Снова война проходит перед нами на снимках. А вот и праздничный салют. Победа. Жизнь, прерванная войной, продолжается. Они снова влюбляются, женятся, выходят замуж, гуляют по любимому городу, вспоминают погибших товарищей.

## В ролях
- Леонид Ворон — Владимир
- Наталья Данилова — Тоня
- Евгения Уралова — мать Тони
- Михаил Долгинин — Леша Субботин
- Елена Драпеко — Дуся
- Олег Летников — раненный Василий
- Сергей Межов — Александр
- Елена Ставрогина — Сима
- Андрей Толубеев — Аркадий